# Eleccions al Parlament Europeu de 2004 (Grècia)
Les Eleccions al Parlament Europeu de 2004 a Grècia es van celebrar el 13 de juny per escollir els 24 membres grecs del Parlament Europeu. Els membres eren elegits per representació proporcional de llistes de partit amb un llindar electoral del 3%.

## Resultats
Les eleccions de 2004 van ser les sisenes eleccions al Parlament Europeu. El partit governant Nova Democràcia, que sumaria amb la formació Primavera Política, mantindria la primera posició amb dos escons més, extrets als partits PASOK i Synaspismós, el qual també aconseguiria aglutinar al Moviment Democràtic Social. El KKE continuaria amb els tres escons, mentre que el Reagrupament Popular Ortodox aconseguiria un eurodiputat en la seva primera aparició.
|             |                                          |       |           |       |         |     |
| Candidatura | Candidatura                              | Grup  | Vots      | %     | Escons  | +/- |
|             | Nova Democràcia (ND)                     | PPE   | 2 633 574 | 43,01 | 11 / 24 | 2   |
|             | Moviment Socialista Panhel·lènic (PASOK) | PSE   | 2 083 327 | 34,03 | 8 / 24  | 1   |
|             | Partit Comunista de Grècia (KKE)         | GUE   | 580 396   | 9,48  | 3 / 24  | =   |
|             | Synaspismós (SYN)                        | GUE   | 254 447   | 4,16  | 1 / 24  | 1   |
|             | Reagrupament Popular Ortodox (Laos)      | EFD   | 252 429   | 4,12  | 1 / 24  | Nou |
|             | Altres                                   | -     | 318 459   | 5,20  | -       |     |
| Total       | Total                                    | Total | 6 122 632 |       | 25      |     |